# Sittelle des rochers
Sitta tephronota
Espèce
Statut de conservation UICN

 LC  : Préoccupation mineure
La Sittelle des rochers (Sitta tephronota) est une espèce d'oiseaux de la famille des Sittidae.

## Répartition
Cette espèce vit dans le centre et le Sud de l'Eurasie.

## Taxinomie
Selon le Congrès ornithologique international et Alan P. Peterson il existe quatre sous-espèces :
- S. t. dresseri Zarudny & Buturlin, 1906 - Sud-Est de la Turquie jusqu'au Nord de l'Irak et l'Ouest de l'Iran ;
- S. t. obscura Zarudny & Loudon, 1905 - du Nord-Est de la Turquie  jusqu'au Caucase et à l'Iran ;
- S. t. tephronota Sharpe, 1872 - de l'Est du Turkménistan jusqu'au Sud du Kazakhstan, Afghanistan et Ouest du Pakistan ;
- S. t. iranica (Buturlin, 1916) - Nord-Est de l'Iran et Sud du Turkménistan.